# Medaillenspiegel der Olympischen Sommerspiele 1964
Diese Tabelle zeigt den Medaillenspiegel der Olympischen Sommerspiele 1964 in Tokio. Die Platzierungen sind nach der Anzahl der gewonnenen Goldmedaillen sortiert, gefolgt von der Anzahl der Silber- und Bronzemedaillen. Weisen zwei oder mehr Länder eine identische Medaillenbilanz auf, werden sie alphabetisch geordnet auf dem gleichen Rang geführt. Dies entspricht dem System, das vom Internationalen Olympischen Komitee (IOC) verwendet wird.
41 der 93 teilnehmenden Nationen gewannen in einem der 163 ausgetragenen Wettbewerbe mindestens eine Medaille. Von diesen gewannen 26 mindestens eine Goldmedaille.

## Medaillenspiegel
| Platz | Mannschaft                      | Gold | Silber | Bronze | Gesamt |
| ----- | ------------------------------- | ---- | ------ | ------ | ------ |
| 01    | Vereinigte Staaten (USA)        | 36   | 26     | 28     | 90     |
| 02    | Sowjetunion (URS)               | 30   | 31     | 35     | 96     |
| 03    | Japan (JPN)                     | 16   | 5      | 8      | 29     |
| 04    | Gesamtdeutsche Mannschaft (EUA) | 10   | 22     | 18     | 50     |
| 05    | Italien (ITA)                   | 10   | 10     | 7      | 27     |
| 06    | Ungarn (HUN)                    | 10   | 7      | 5      | 22     |
| 07    | Polen (POL)                     | 7    | 6      | 10     | 23     |
| 08    | Australien (AUS)                | 6    | 2      | 10     | 18     |
| 09    | Tschechoslowakei (TCH)          | 5    | 6      | 3      | 14     |
| 10    | Großbritannien (GBR)            | 4    | 12     | 2      | 18     |
| 11    | Bulgarien (BUL)                 | 3    | 5      | 2      | 10     |
| 12    | Finnland (FIN)                  | 3    | —      | 2      | 5      |
| 0     | Neuseeland (NZL)                | 3    | —      | 2      | 5      |
| 14    | Rumänien (ROU)                  | 2    | 4      | 6      | 12     |
| 15    | Niederlande (NED)               | 2    | 4      | 4      | 10     |
| 16    | Türkei (TUR)                    | 2    | 3      | 1      | 6      |
| 17    | Schweden (SWE)                  | 2    | 2      | 4      | 8      |
| 18    | Dänemark (DEN)                  | 2    | 1      | 3      | 6      |
| 19    | Jugoslawien (YUG)               | 2    | 1      | 2      | 5      |
| 20    | Belgien (BEL)                   | 2    | —      | 1      | 3      |
| 21    | Frankreich (FRA)                | 1    | 8      | 6      | 15     |
| 22    | Kanada (CAN)                    | 1    | 2      | 1      | 4      |
| 0     | Schweiz (SUI)                   | 1    | 2      | 1      | 4      |
| 24    | Äthiopien (ETH)                 | 1    | —      | —      | 1      |
| 0     | Bahamas (BAH)                   | 1    | —      | —      | 1      |
| 0     | Indien (IND)                    | 1    | —      | —      | 1      |
| 27    | Südkorea (KOR)                  | —    | 2      | 1      | 3      |
| 28    | Trinidad und Tobago (TTO)       | —    | 1      | 2      | 3      |
| 29    | Tunesien (TUN)                  | —    | 1      | 1      | 2      |
| 30    | Argentinien (ARG)               | —    | 1      | —      | 1      |
| 0     | Kuba (CUB)                      | —    | 1      | —      | 1      |
| 0     | Philippinen (PHI)               | —    | 1      | —      | 1      |
| 0     | Pakistan (PAK)                  | —    | 1      | —      | 1      |
| 34    | Iran (IRI)                      | —    | —      | 2      | 2      |
| 35    | Brasilien (BRA)                 | —    | —      | 1      | 1      |
| 0     | Ghana (GHA)                     | —    | —      | 1      | 1      |
| 0     | Irland (IRL)                    | —    | —      | 1      | 1      |
| 0     | Kenia (KEN)                     | —    | —      | 1      | 1      |
| 0     | Mexiko (MEX)                    | —    | —      | 1      | 1      |
| 0     | Nigeria (NGR)                   | —    | —      | 1      | 1      |
| 0     | Uruguay (URU)                   | —    | —      | 1      | 1      |
|       | Gesamt                          | 163  | 167    | 174    | 504    |